# 路環發電B廠
路環發電B廠是一個位於澳門路環的联合循环式燃氣發電廠，是澳門最新建立的發電廠。

## 歷史
路環發電B廠在2003年4月8日在時任行政長官何厚鏵主持開幕儀式，此發電廠使澳門總發電量增加38%，提供136.4兆瓦電力。

## 參看
- 澳門電力
- 澳門發電廠列表